# Équipe du Darfour de football
Maillots
L'équipe du Darfour de football (en anglais: Darfur football team) est une sélection composée de réfugiés de la région du Darfour. Le Darfur United est fondé en 2012. L'équipe est d'abord basée à Darfour au Soudan, avant de s'installer à Östersund, en Suède. Elle fut membre de la NF-Board de 2012 à 2013 et de la ConIFA de 2013 à 2020 et participer donc à ses tournois internationaux.
Depuis 2012, les 2 Sponsors officiels sont le Haut Commissariat des Nations unies pour les réfugiés et AMS, une société australienne de Melbourne spécialisée dans la fourniture de vêtements de football. Le HCNUR fournit l'argent nécessaire pour les transferts et pour les uniformes, fournis par Ams-Clothing,.

## Histoire
De la NF-Board de 2012 à 2013

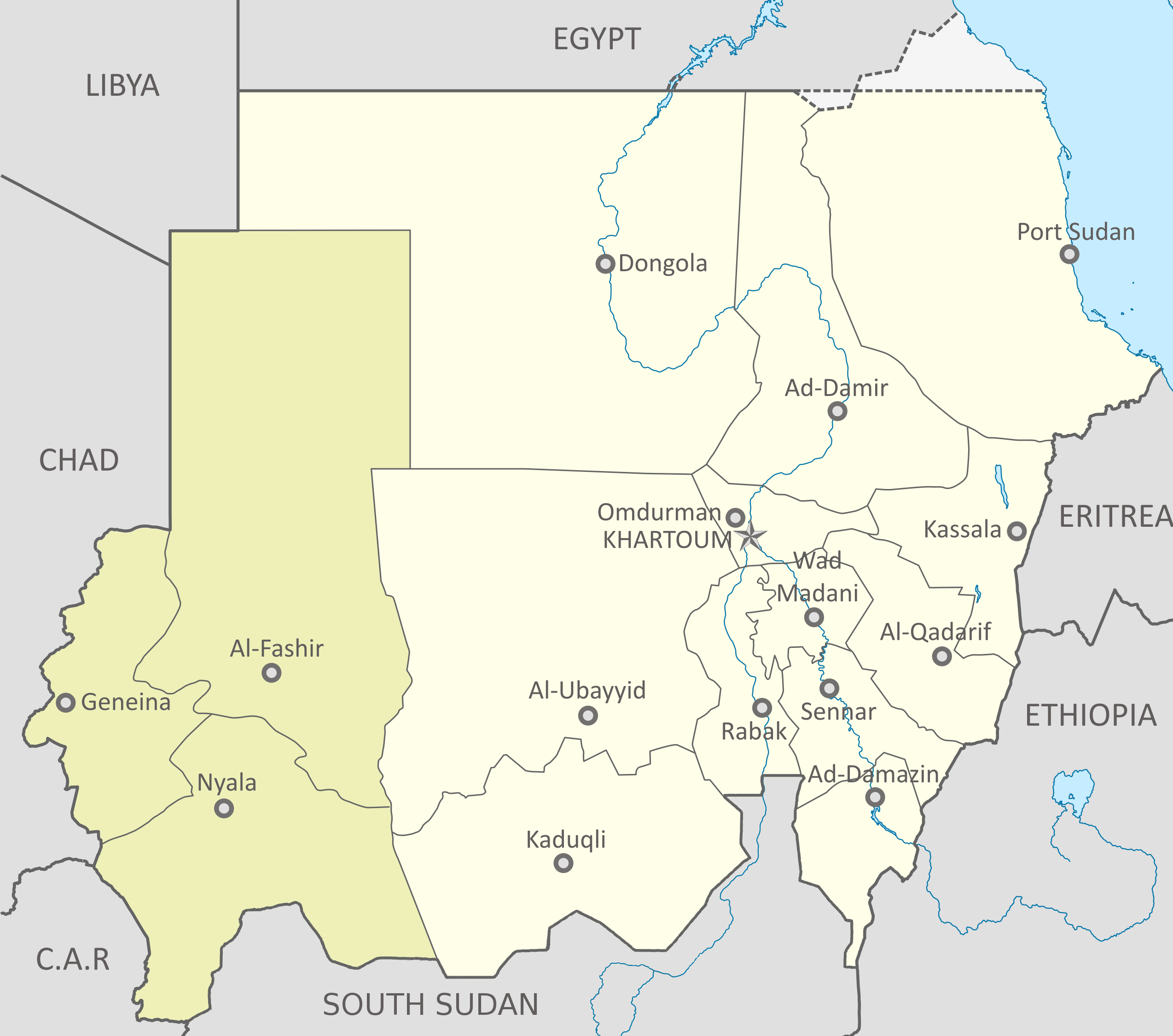
Carte du Darfour.

En 2012, l'ONG californienne i-ACT située à Los Angeles dirigée par Gabriel Stauring et son équipe de bénévoles ont créé le Darfur United, le Britannique Mark Hodson devient le premier sélectionneur de l'équipe du Darfour qui est constituée de réfugiés. Depuis le 26 février 2003, une guerre fait rage dans la région du Darfour, située dans l’ouest du Soudan. Ben Holden (en) de Bradford, au Royaume-Uni, est devenu l'entraîneur adjoint de l'équipe en mai 2012 pour aider à gérer la sélection du Darfour.
Peu de temps après la création de l'équipe, le Darfour devient membre de la NF-Board.
Le Darfour est invité à participer à la cinquième VIVA World Cup 2012 qui a lieu en Irak dans la partie du Kurdistan irakien du 5 au 9 juin 2012,,,. 61 joueurs des douze camps de réfugiés entre la frontière du Tchad et du Soudan ont participé à des essais pour seize places au sein de la sélection,. Pour envoyer l'équipe du Darfour en Irak, des sponsors et donateurs comme Adidas, le HCR, David Beckman (en), le Los Angeles Galaxy, la Major League Soccer, Aid Still Required (en), les programmes de football EVO, etc. participent pour aider la sélection à participer au tournoi,,,.
De la ConIFA de 2013 à 2020
En 2013, l'équipe du Darfour rejoint la ConIFA et reçoit une offre d'amitié et de soutien de la part de l'île de Man.
Au mois de mars 2014, le Darfour invite la sélection du Kenya pour une rencontre amicale, mais le Kenya décline l'offre.
Le 6 avril 2014, Ella Vannin, de l'île de Man, affronte Monaco pour la première fois. En l'honneur de la Journée internationale du sport, tous les bénéfices du match international seront reversés au Darfour United.
Deux ans après la VIVA World Cup, le Darfour rejoint la ConIFA. Le Darfour est invité à participer à la première Coupe du monde de football ConIFA qui a lieu à Östersund, en Suède, la sélection est placée dans le groupe C, et affrontera la Padanie et l'Ossétie du Sud,,. 60 joueurs de neuf camps sur les douze camps de réfugiés entre la frontière du Tchad et du Soudan ont participé à des essais pour quinze places au sein de la sélection,. Le Darfour perd chacune de ses rencontres et remporte le prix du fair-play,,,,. Le Darfour termine à la douzième place de la compétition après avoir perdu 10 à 0 face à Tamil Eelam. Six joueurs de la délégation du Darfour ont disparu pendant leur séjour en Suède,. 
Treize joueurs de football du Darfour, dans l'ouest du Soudan, ont disparu au début du mois de juin lors du match de la Coupe du monde de football ConIFA à Östersund. Sept d'entre eux sont arrivés à Gävle, dans le sud de la Suède, et ont demandé l'asile en Suède, six autres demanderont l'asile en Norvège,,.
Le 14 janvier 2016, Goalden times fait apparaitre un article sur l'histoire de la sélection du Darfour.
En janvier 2016, l'équipe de football du Darfour a été reçue par le président de l'Autorité régionale du Darfour (ARD) le Dr Tijani Sessi, Yahya Madibo le ministre des Sports à l'ARD, le Sultan Hassan Bargo, Ali Gagareen l'Ambassadeur du Darfour, le rapporteur de la commission Kamal Khairi, des hommes de médias et chaînes de télévision et des journalistes.
Le Darfour devait participer à la Coupe de l'Unité Mondiale de 2016 en Angleterre, qui permet au vainqueur de participer à la seconde coupe du monde de la ConIFA qui aura lieu en Abkhazie,, mais ils ont été contraints de se retirer, car les visas pour entrer au Royaume-Uni n'ont pas été délivrés à tous les joueurs,.
En 2016, le vice-Premier ministre et ministre d'Etat chargé des Affaires du Cabinet, Ahmad bin Abdullah Al Mahmoud (en), a rencontré une délégation de l'équipe de football des personnes déplacées au Darfour, actuellement en visite à Doha. La délégation a souligné que la formation de l'équipe de football des personnes déplacées au Darfour s'inscrivait dans le cadre des initiatives populaires visant à soutenir la paix au Darfour,,.[pas clair]
En 2017, le premier buteur de la sélection du Darfour, Moubarak Haggar Duogom quitte la région du Darfour pour la Suède. Toute la sélection du Darfour est autorisée à rester en Suède.
À partir d'avril 2017, le Östersunds FK entretient de bonnes relations avec Darfur United, qui forme des réfugiés du Darfour. Le club annonce qu'il fera un don de un pour cent des salaires des joueurs du club aux écoles de football des réfugiés tchadiens et du Darfour. 
En juillet 2017, le Darfour participe à une série de matchs pour la qualification à la troisième Coupe du monde de la ConIFA.
Les étudiants Julia Nuttall-Smith et Liam Cook de Mira Costa High School de la ville de Manhattan Beach (Californie) se sont rendus à Östersund, en Suède, au cours de l'été 2017 pour aider les réfugiés réinstallés participant à l'équipe du Darfour de football.
En début d'année 2018, le joueur de la sélection de Darfour Moubarak Abdallah a obtenu un stage au sein du club d'Östersunds FK et travaille au camp d'entraînement de Teneriffa, ou il est devenu responsable du matériel.
En 2018, l'équipe de football des réfugiés du Darfour s'est rendue au siège du Centre international pour la sécurité du sport de Doha pour rencontrer des hauts fonctionnaires et des experts internationaux de Save the Dream, et la Fédération du Qatar de football.
Les 28 et 29 juillet 2018, l'équipe de football du Darfour organise des essais à Los Angeles. Le but est d'identifier les joueurs potentiels qui pourraient être invités à jouer pour la sélection du Darfour ainsi que dans les prochaines rencontres et tournois. Les essais sont dirigés par Mark Hodson, entraîneur en chef du Darfour,.
La sélection du Darfour féminine participera à la première Coupe du monde de football féminine ConIFA 2020.
Le 27 juillet 2019, au French Field, dans la ville de Kent aux États-Unis, le Darfour affronte et perd en match amical contre la sélection de Cascadie, 8 à 1.
La Darfour participera à sa seconde Coupe du monde de football ConIFA en 2020 au Somaliland. Le tournoi aura finalement lieu en Macédoine du Nord du 30 mai au 7 juin 2020. Les instances de la ConIFA, ainsi que le comité d’organisation est en contact étroit avec les fédérations membres et le gouvernement macédonien, ont parlé sur l’incertitude d'organiser la Coupe du monde de football ConIFA 2020 en raison de la pandémie de COVID-19.
Le 12 juin 2020, le Darfur United annonce quitter la ConIFA: Pour mieux servir sa mission et ses valeurs.
Depuis à la WUFA en 2020
Le Darfour rejoint la World Unity Football Alliance (WUFA).
Le 25 novembre 2021, le site officiel du Darfur United annonce les décès des fondateurs de Darfour United Gabriel Stauring et Katie Jay Scott dans un accident de voiture en Californie.

## Parcours dans les compétitions internationales
VIVA World Cup
| Année | Position | Match | Victoire | Nul | Défaite | but marqué | but encaissé |
| ----- | -------- | ----- | -------- | --- | ------- | ---------- | ------------ |
| 2012  | 9e       | 3     | 0        | 0   | 3       | 1          | 38           |

Coupe du monde de football ConIFA
| 2014 | 12e                                                       | 4                                                         | 0                                                         | 0                                                         | 4                                                         | 0                                                         | 61                                                        |                                                           |                                                           |
| 2020 | Annulée en raison de la pandémie de maladie à coronavirus | Annulée en raison de la pandémie de maladie à coronavirus | Annulée en raison de la pandémie de maladie à coronavirus | Annulée en raison de la pandémie de maladie à coronavirus | Annulée en raison de la pandémie de maladie à coronavirus | Annulée en raison de la pandémie de maladie à coronavirus | Annulée en raison de la pandémie de maladie à coronavirus | Annulée en raison de la pandémie de maladie à coronavirus | Annulée en raison de la pandémie de maladie à coronavirus |

Coupe du monde de football WUFA

## Rencontres

### Matches internationaux
Le tableau suivant liste les rencontres de l'Équipe du Darfour de football.
| No | Date            | Lieu                              | Darfour | Adversaire        | Score  | Compétition                            | Buteur(s) pour le Darfour  | Buteur(s) pour l'adversaire | Rapport      |
| -- | --------------- | --------------------------------- | ------- | ----------------- | ------ | -------------------------------------- | -------------------------- | --- | ------------ |
| 1  | 4 juin 2012     | Franso Hariri Stadium, Erbil Irak | Darfour | Chypre du Nord    | P 0-15 | VIVA World Cup 2012                    |                            | 11e 17e 23e 44e 50e 90e Halil Turan, 14e 76e 81e Ibrahim Çidamli, 21e Erdinç Börekçi, 34e Huseyin Kayalilar, 46e 61e 63e Salih Güvensoy, 87e Mustafa Yasinses                                           | (Rapport)    |
| 2  | 5 juin 2012     | Franso Hariri Stadium, Erbil Irak | Darfour | Provence          | P 0-18 | VIVA World Cup 2012                    |                            | 4e Omar M'Dahoma, 5e 40e 59e Brahim Zenafi, 19e 32e 59e 68e 75e Christophe Copel, 23e 49e 50e 77e 83e Samir Abbes, 41e 54e Yanis Abbes, 47e Christophe Taba, 66e Benoit Lescoualch                      | (Rapport)    |
| 3  | 7 juin 2012     | Franso Hariri Stadium, Erbil Irak | Darfour | Sahara occidental | P 1-5  | VIVA World Cup 2012                    | Moubarak Haggar Duogom 46e | 31e 85e Sahia Ahmed Budah, 80e Selma Iarba Malum, 87e Cori Maaruf, 90e Mohamed El Mami | (Rapport)    |
| 4  | 1er juin 2014   | Jämtkraft Arena, Östersund Suède  | Darfour | Padanie           | P 0-20 | Coupe du monde de football ConIFA 2014 |                            | 2e 13e 24e Marco Garavelli, 4e 10e 27e 39e Giacomo Innocenti, 11e 25e Andrea Rota, 16e Mauro Nannini, 46e Luca Mosti, 48e 57e 81e 87e Matteo Prandelli, 50e 54e Enoch Barwuah, 62e 64e 69e Andrea Mussi | (Rapport)    |
| 5  | 2 juin 2014     | Jämtkraft Arena, Östersund Suède  | Darfour | Ossétie du sud    | P 0-19 | Coupe du monde de football ConIFA 2014 |                            | 10e 39e 42e 62e 75e 76e 82e 88e Artur Elbaev, 13e 40e Vladimir Salbiev, 45e Romeo Kobaladze, 56e 59e 70e 79e 90e Rustam Khutiev, 63e Taimuraz Kudziev, 68e Georgi Kulov, 90+1e Murat Tskhovrebov        | (Rapport)    |
| 6  | 5 juin 2014     | Jämtkraft Arena, Östersund Suède  | Darfour | Haut-Karabagh     | P 0-12 | Coupe du monde de football ConIFA 2014 |                            | 7e 24e 45e 75e Gevorg Nranyan, 22e 39e 54e 74e Norayr Gyozalyan, 33e 42e Grigoryan, 69e Samvuel Karapetyan, 90+2e Aram Bareghamyan                                                                      | (Rapport)    |
| 7  | 7 juin 2014     | Jämtkraft Arena, Östersund Suède  | Darfour | îlam tamoul       | P 0-10 | Coupe du monde de football ConIFA 2014 |                            | 2e 10e Gvinthan Navaneethakrishnan, 8e Mayooran Jeganthan, 16e 69e 69e Prashanth Ragvan, 53e Gajendran Balamurali, 73e Prasanth Vigneswararajah, 81e 89e Christman Gunasingham                          | (Rapport)    |
| 8  | 10 juillet 2017 | Jämtkraft Arena, Östersund Suède  | Darfour | Östersunds FK     | V 6-1  | Amical                                 |                            | | [ (Rapport)] |
| 9  | 12 juillet 2017 | Jämtkraft Arena, Östersund Suède  | Darfour | Östersunds FK     | V 4-1  | Amical                                 |                            | | [ (Rapport)] |
| 10 | 15 juillet 2017 | Jämtkraft Arena, Östersund Suède  | Darfour | Ope IF            | N 1-1  | Amical                                 |                            | | [ (Rapport)] |
| 11 | 18 juillet 2017 | Jämtkraft Arena, Östersund Suède  | Darfour | Östersunds FK     | V 3-2  | Amical                                 |                            | | [ (Rapport)] |
| 12 | 27 juillet 2019 | French Field, Kent États-Unis     | Darfour | Cascadie          | P 1-8  | Amical                                 | 68e Khalid Abdulkhalik     | 9e 23e 65e Hamza Haddadi, 39e Beau Blanchard, 45e Scott Menzies, 47e 72e 81e Tyler Bjork | (Rapport)    |

### Équipe rencontrées
| Adversaire        | Joués | Victoires | Matchs nuls | Défaites | Buts pour | Buts contre |
| ----------------- | ----- | --------- | ----------- | -------- | --------- | ----------- |
| Chypre du Nord    | 1     | 0         | 0           | 1        | 0         | 15          |
| Provence          | 1     | 0         | 0           | 1        | 0         | 18          |
| Sahara occidental | 1     | 0         | 0           | 1        | 1         | 5           |
| Padanie           | 1     | 0         | 0           | 1        | 0         | 20          |
| Ossétie du sud    | 1     | 0         | 0           | 1        | 0         | 19          |
| Haut-Karabagh     | 1     | 0         | 0           | 1        | 0         | 12          |
| Tamil Eelam       | 1     | 0         | 0           | 1        | 0         | 10          |
| Cascadie          | 1     | 0         | 0           | 1        | 1         | 8           |
| Östersunds FK     | 3     | 3         | 0           | 0        | 13        | 4           |
| Ope IF            | 1     | 0         | 1           | 0        | 1         | 1           |
| Total             | 12    | 3         | 1           | 8        | 16        | 112         |

## Personnalités de l'équipe du Darfour

### Sélectionneur
Mise à jour le 8 octobre 2020.
| N°     | Sélectionneur | Période   | Matchs | Gagnés | Nuls | Perdus | Gagnés % |
| ------ | ------------- | --------- | ------ | ------ | ---- | ------ | -------- |
| 1      | Mark Hodson,  | 2012-2020 | 12     | 3      | 1    | 8      | 25       |
| Totals | Totals        | Totals    | 12     | 3      | 1    | 8      | 25       |

### Président de l'Association
| N° | Nom              | Période   |
| -- | ---------------- | --------- |
| 1  | Gabriel Stauring | 2012-2021 |

### Effectif
| Équipe du Darfour ,       |             |
| Entraîneur                | Mark Hodson |
| Gardien                   |             |
| Ismail Gamaradeen Abaker  |             |
| Abdulhamid Mohamed Gum    |             |
| Défense                   |             |
| Mohamed Jabir Dafalah     |             |
| Mohamed Mahmoud Anour     |             |
| Mubarek Khamis Ahmed      |             |
| Mohamed Omer Inagy (Iggy) |             |
| Abdulbassit Omer Soulyman |             |
| Milieu de terrain         |             |
| Mubarag Abdelah Ahmed     |             |
| Abobaker Zakaria Ali      |             |
| Mohamed Adam Abdalah      |             |
| Sadam Hissen Dine         |             |
| Youssef Mohammed Abdala   |             |
| Attaquant                 |             |
| Yahya Ramadan Adam        |             |
| Sulieman Adam Borma       |             |
| Saleh Abaker Yahya        |             |
| Moubarak Haggar Duogom    |             |

| Équipe du Darfour         |             |
| Entraîneur                | Mark Hodson |
| Gardien                   |             |
| Osman Yahya Albashir      |             |
| Abdelhamid Djouma         |             |
| Défense                   |             |
| Mustapha Ahmat            |             |
| Mohammed Annour           |             |
| Mubarak Khamis Ahmad      |             |
| Youssouf Abdallah Mahamat |             |
| Mohamed Omer Inagy (Iggy) |             |
| Milieu de terrain         |             |
| Saleh Abakar Yahya        |             |
| Saddam Hissein Abdine     |             |
| Moubark Abdallah Ahmat    |             |
| Mohamed Makmoud           |             |
| Bichara Abderaman         |             |
| Attaquant                 |             |
| Mohammed Abobakir Shogar  |             |
| Ibrahim Abdelrazik        |             |
| Mohammed Adam Abdallah    |             |
| Moubarak Haggar Duogom    |             |

| Équipe du Darfour      |             |
| Entraîneur             | Mark Hodson |
| Gardien                |             |
| Abdelhamid Djouma      |             |
| Défense                |             |
| Yusef Mohammad         |             |
| Mustapha Bashara       |             |
| Mubarak Kurungu        |             |
| Mohamed Nin            |             |
| Milieu de terrain      |             |
| Mohammed Moka Abobakir |             |
| Sale Solo              |             |
| Adam Cristiano         |             |
| Attaquant              |             |
| Moubarak Abdallah      |             |
| Saddam Hissein Abdine  |             |
| Bichara Abderaman      |             |